# Marktentwicklung von Elektroautos nach Ländern
Dieser Artikel behandelt die Marktentwicklung und politischen Rahmenbedingungen von Elektroautos in einzelnen Ländern oder Regionen.
Zu weltweiten Marktentwicklung siehe Elektroauto#Marktentwicklung.

## Übersicht

### Neuzulassungsanteil batterieelektrischer Pkw nach Ländern
| Rang                                                                                   | Land                         | 2016    | 2017    | 2018    | 2019    | 2020    | 2021   | 2022   | 2023   | 2024   |
| -------------------------------------------------------------------------------------- | ---------------------------- | ------- | ------- | ------- | ------- | ------- | ------ | ------ | ------ | ------ |
| 1                                                                                      | Norwegen                     | 15,5 %  | 20,9 %  | 31,2 %  | 42,4 %  | 54,3 %  | 64,5 % | 79,3 % | 82,4 % | 88,9 % |
| 2                                                                                      | Dänemark                     | 0,6 %   | 0,3 %   | 0,7 %   | 2,4 %   | 7,1 %   | 13,3 % | 20,6 % | 36,3 % | 51,5 % |
| 3                                                                                      | Schweden                     | 0,8 %   | 1,1 %   | 2,0 %   | 4,4 %   | 9,6 %   | 19,1 % | 33,0 % | 38,7 % | 35,0 % |
| 4                                                                                      | Niederlande                  | 1,1 %   | 2,0 %   | 5,5 %   | 13,7 %  | 20,5 %  | 20,0 % | 23,6 % | 30,8 % | 34,7 % |
| 5                                                                                      | Finnland                     | 0,2 %   | 0,4 %   | 0,6 %   | 1,7 %   | 4,4 %   | 10,3 % | 17,8 % | 33,8 % | 29,5 % |
| 6                                                                                      | Belgien                      | 0,4 %   | 0,5 %   | 0,7 %   | 1,6 %   | 3,5 %   | 5,8 %  | 10,3 % | 19,6 % | 28,5 % |
| 7                                                                                      | Volksrepublik China          | 1,2 %   | 1,9 %   | 3,7 %   | 3,9 %   | 4,7 %   | 13,3 % | 21,6 % | 24,7 % | 27,7 % |
| 8                                                                                      | Island                       | 2,1 %   | 3,9 %   | 4,2 %   | 9,2 %   | 26,5 %  | 32,6 % | 33,4 % | 50,1 % | 26,0 % |
| 9                                                                                      | Israel                       | < 0,1 % | < 0,1 % | < 0,1 % | 0,3 %   | 0,6 %   | 3,1 %  | 8,2 %  | 17,9 % | 24,7 % |
| 10                                                                                     | Luxemburg                    |         |         |         | 1,8 %   | 5,3 %   | 10,2 % | 15,2 % | 22,5 % | 27,4 % |
| 11                                                                                     | Portugal                     | 0,4 %   | 0,8 %   | 1,8 %   | 3,2 %   | 5,4 %   | 8,9 %  | 12,0 % | 18,2 % | 19,9 % |
| 12                                                                                     | Vereinigtes Königreich       | 0,4 %   | 0,5 %   | 0,6 %   | 1,6 %   | 6,5 %   | 11,2 % | 16,1 % | 16,5 % | 19,6 % |
| 13                                                                                     | Schweiz                      | 1,0 %   | 1,5 %   | 1,7 %   | 4,2 %   | 8,2 %   | 13,3 % | 17,8 % | 20,9 % | 19,3 % |
| 14                                                                                     | Österreich                   | 1,1 %   | 1,5 %   | 1,9 %   | 2,8 %   | 6,4 %   | 13,7 % | 14,7 % | 19,9 % | 17,6 % |
| 15                                                                                     | Frankreich                   | 1,1 %   | 1,2 %   | 1,4 %   | 1,9 %   | 6,7 %   | 9,8 %  | 13,3 % | 16,8 % | 16,9 % |
| 16                                                                                     | Irland                       |         | 0,5 %   | 1,0 %   | 2,9 %   | 4,5 %   | 8,2 %  | 14,9 % | 18,7 % | 14,4 % |
| –                                                                                      | Welt                         | 0,6 %   | 0,9 %   | 1,6 %   | 1,9 %   | 2,8 %   | 6,3 %  | 10,0 % | 12,4 % | 14,0 % |
| –                                                                                      | Europa                       | 0,5 %   | 0,8 %   | 1,2 %   | 2,1 %   | 5,4 %   | 8,9 %  | 11,8 % | 14,0 % |        |
| –                                                                                      | Europäische Union            |         |         |         |         |         |        | 12,1 % | 14,6 % | 13,6 % |
| 17                                                                                     | Deutschland                  | 0,3 %   | 0,7 %   | 1,0 %   | 1,8 %   | 6,7 %   | 13,6 % | 17,7 % | 18,4 % | 13,5 % |
| 18                                                                                     | Costa Rica                   | < 0,1 % | < 0,1 % | 0,6 %   | 1,5 %   | 2,7 %   | 3,9 %  | 5,5 %  | 12,0 % |        |
| 19                                                                                     | Kanada                       | 0,3 %   | 0,5 %   | 1,5 %   | 2,1 %   | 3,0 %   | 4,3 %  | 7,5 %  | 9,9 %  | 10,9 % |
| 20                                                                                     | Vereinigte Arabische Emirate | < 0,1 % | < 0,1 % | < 0,1 % | < 0,1 % | 0,5 %   | 1,3 %  | 8,7 %  | 10,3 % |        |
| 21                                                                                     | Türkei                       | < 0,1 % | < 0,1 % | < 0,1 % | < 0,1 % | 0,1 %   | 0,5 %  | 1,3 %  | 6,8 %  | 10,1 % |
| 22                                                                                     | Neuseeland                   | 0,6 %   | 1,2 %   | 1,6 %   | 1,8 %   | 1,2 %   | 2,2 %  | 7,4 %  | 9,6 %  |        |
| 23                                                                                     | Vereinigte Staaten           | 0,5 %   | 0,6 %   | 1,2 %   | 1,4 %   | 1,6 %   | 3,1 %  | 5,4 %  | 7,5 %  | 7,9 %  |
| 24                                                                                     | Lettland                     | 0,2 %   | 0,2 %   | 0,5 %   | 0,5 %   | 2,6 %   | 3,9 %  | 6,4 %  | 8,9 %  | 7,3 %  |
| 25                                                                                     | Australien                   | < 0,1 % | 0,1 %   | 0,2 %   | 0,8 %   | 0,8 %   | 2,3 %  | 4,3 %  | 10,7 % | 7,2 %  |
| 26                                                                                     | Südkorea                     | 0,3 %   | 0,9 %   | 3,5 %   | 1,9 %   | 1,7 %   | 4,2 %  | 7,2 %  | 7,0 %  |        |
| 27                                                                                     | Ungarn                       | 0,2 %   | 0,6 %   | 0,9 %   | 1,2 %   | 2,3 %   | 3,5 %  | 4,2 %  | 5,4 %  | 7,0 %  |
| 28                                                                                     | Rumänien                     | < 0,1 % | 0,2 %   | 0,5 %   | 0,9 %   | 2,3 %   | 5,2 %  | 9,0 %  | 10,6 % | 6,5 %  |
| 29                                                                                     | Griechenland                 | < 0,1 % | < 0,1 % | < 0,1 % | 0,2 %   | 0,8 %   | 2,2 %  | 2,7 %  | 4,7 %  | 6,4 %  |
| 30                                                                                     | Slowenien                    | 0,2 %   | 0,4 %   | 0,6 %   | 0,3 %   | 3,0 %   | 3,2 %  | 4,9 %  | 8,9 %  | 5,9 %  |
| 31                                                                                     | Litauen                      | 0,3 %   | 0,2 %   |         | 0,4 %   | 1,1 %   | 3,8 %  | 5,3 %  | 7,5 %  | 5,9 %  |
| 32                                                                                     | Spanien                      | 0,2 %   | 0,3 %   | 0,5 %   | 0,8 %   | 2,1 %   | 2,8 %  | 3,8 %  | 5,4 %  | 5,6 %  |
| 33                                                                                     | Estland                      | 0,2 %   | 0,1 %   | 0,3 %   | 0,3 %   | 1,5 %   | 2,1 %  | 3,4 %  | 6,3 %  | 5,2 %  |
| 34                                                                                     | Tschechien                   | < 0,1 % | 0,1 %   | 0,3 %   | 0,3 %   | 1,6 %   | 1,3 %  | 2,1 %  | 3,0 %  | 4,7 %  |
| 35                                                                                     | Italien                      | < 0,1 % | 0,1 %   | 0,3 %   | 0,6 %   | 2,4 %   | 4,6 %  | 3,7 %  | 4,2 %  | 4,2 %  |
| 36                                                                                     | Bulgarien                    | < 0,1 % | 0,2 %   | 0,6 %   | 0,5 %   |         | 1,7 %  | 2,9 %  | 4,8 %  | 3,9 %  |
| 37                                                                                     | Brasilien                    | < 0,1 % | < 0,1 % | < 0,1 % | < 0,1 % | < 0,1 % | 0,2 %  | 0,6 %  | 1,1 %  | 3,1 %  |
| 38                                                                                     | Polen                        | < 0,1 % | < 0,1 % | 0,1 %   | 0,3 %   | 0,9 %   | 1,6 %  | 2,7 %  | 3,6 %  | 3,0 %  |
| 39                                                                                     | Kroatien                     |         |         |         | 0,3 %   | 1,5 %   | 3,0 %  | 3,1 %  | 2,8 %  | 2,8 %  |
| 40                                                                                     | Slowakei                     | < 0,1 % | 0,2 %   | 0,3 %   | 0,2 %   | 1,2 %   | 1,4 %  | 1,8 %  | 2,7 %  | 2,4 %  |
| 41                                                                                     | Japan                        | 0,3 %   | 0,4 %   | 0,6 %   | 0,5 %   | 0,4 %   | 0,6 %  | 1,7 %  | 2,3 %  |        |
| 42                                                                                     | Kolumbien                    | < 0,1 % | < 0,1 % | 0,1 %   | 0,4 %   | 0,3 %   | 0,4 %  | 0,9 %  | 2,3 %  |        |
| 43                                                                                     | Indien                       | < 0,1 % | < 0,1 % | < 0,1 % | < 0,1 % | 0,1 %   | 0,3 %  | 1,2 %  | 2,0 %  |        |
| 44                                                                                     | Mexiko                       | < 0,1 % | < 0,1 % | < 0,1 % | < 0,1 % | 0,2 %   | 0,3 %  | 0,5 %  | 1,1 %  |        |
| Quellen: ACEA 2022, 2023, ACEA 2024, Internationale Energieagentur, open-ev-charts.org |                              |         |         |         |         |         |        |        |        |        |

### Bestandsanteil von Elektroautos nach Ländern
| 1                                                  | Norwegen               | 22,2 %  | 6,8 %   |
| 2                                                  | Island                 | 9,0 %   | 9,0 %   |
| 3                                                  | Schweden               | 5,7 %   | 5,3 %   |
| 4                                                  | Dänemark               | 7,1 %   | 3,9 %   |
| 5                                                  | Niederlande            | 5,2 %   | 3,1 %   |
| 6                                                  | Belgien                | 3,3 %   | 4,9 %   |
| 7                                                  | Finnland               | 3,0 %   | 5,1 %   |
| 8                                                  | Volksrepublik China    | 5,6 %   | 2,0 %   |
| 9                                                  | Schweiz                | 3,8 %   | 2,0 %   |
| 10                                                 | Deutschland            | 3,2 %   | 2,2 %   |
| 11                                                 | Vereinigtes Königreich | 3,1 %   | 1,9 %   |
| 12                                                 | Österreich             | 3,2 %   | 1,2 %   |
| 13                                                 | Israel                 | 2,5 %   | 1,7 %   |
| 14                                                 | Frankreich             | 2,6 %   | 1,5 %   |
| 15                                                 | Portugal               | 2,0 %   | 1,9 %   |
| –                                                  | Europa                 | 2,3 %   | 1,5 %   |
| –                                                  | Welt                   | 2,2 %   | 1,0 %   |
| 16                                                 | Neuseeland             | 2,0 %   | 0,8 %   |
| 17                                                 | Kanada                 | 1,6 %   | 0,7 %   |
| 18                                                 | Südkorea               | 1,8 %   | 0,3 %   |
| 19                                                 | Vereinigte Staaten     | 1,5 %   | 0,6 %   |
| 20                                                 | Spanien                | 0,7 %   | 0,8 %   |
| 21                                                 | Italien                | 0,6 %   | 0,7 %   |
| 22                                                 | Australien             | 1,0 %   | 0,2 %   |
| 23                                                 | Griechenland           | 0,3 %   | 0,6 %   |
| 24                                                 | Japan                  | 0,4 %   | 0,4 %   |
| 25                                                 | Türkei                 | 0,6 %   | < 0,1 % |
| 26                                                 | Polen                  | 0,3 %   | 0,2 %   |
| 27                                                 | Indien                 | 0,3 %   | < 0,1 % |
| 28                                                 | Brasilien              | < 0,1 % | 0,1 %   |
| Stand: 2023, Quelle: Internationale Energieagentur |                        |         |         |

## Europa
Die Europäische Union fördert Elektroautos unter anderem mittels der Begrenzung des durchschnittlichen Kohlendioxid-Ausstoßes der von den Autoherstellern verkauften Pkw-Flotte (95 g Kohlendioxidausstoß pro Kilometer). In einer Studie vom April 2020 wird festgestellt, dass sich für die Autohersteller sogar ein Preisdumping für Elektroautos lohne, weil die Nullemission der abgesetzten E-Pkw im Jahr 2020 aus förderpolitischen Gründen doppelt gezählt werden dürfe (2021 1,67-fach). Die Hersteller könnten Strafzahlungen an die EU vermeiden, indem sie ausreichend Elektroautos verkauften bzw. könnten dadurch mehr gewinnträchtigere, konventionelle Pkw absetzen, wobei schwere Typen weiter bevorteilt seien. Die Autoren kritisieren weiterhin, dass 5 % der produzierten Flotte von vornherein ausgenommen werden können (siehe Flottengrenzwert).
Im Jahr 2022 waren 12,1 % der Neuzulassungen batterieelektrische Pkw und 9,4 % Plug-in-Hybride.
Im Jahr 2023 waren 14,6 % der neuzugelassenen Pkw batterie-elektrisch.
Bei den Neuzulassungen reiner Elektroautos im Jahr 2024 ist Großbritannien mit 382.000 Neuzulassungen an erster Stelle. Auf Platz zwei ist Deutschland mit 381.000 Neuzulassungen.

## Deutschland
Das Kraftfahrt-Bundesamt führt umfangreiche Statistiken über Fahrzeugbestand und Neuzulassungen in Deutschland.

### Bestand

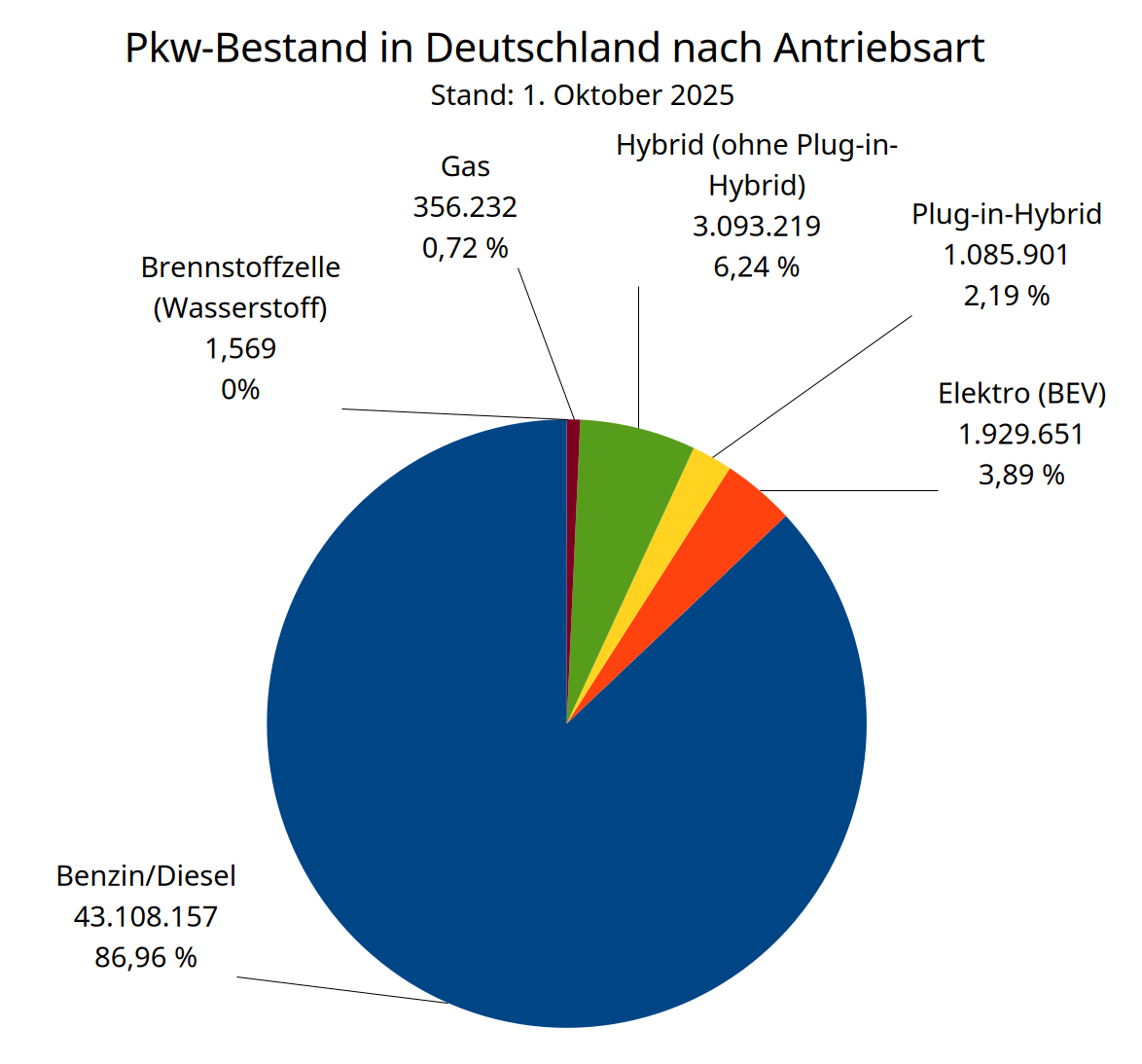
Pkw-Bestand in Deutschland am 1. Juli 2024 nach Antriebsart. Reine Elektroautos haben einen Anteil von 3,1 %.

Anteil der rein batterieelektrischen Personenkraftwagen am Pkw-Bestand in Prozent am 1. April 2025 nach Gemeinden

Am 1. Januar 2024 waren in Deutschland 1,4 Millionen batterieelektrische Pkw zugelassen, was einem Anteil von 2,87 % am Pkw-Bestand entspricht. Das durchschnittliche Wachstum von Anfang 2008 bis Anfang 2023 betrug 54,8 % pro Jahr.
| Datum                        | Batterie-elektrische Pkw (BEV) | Batterie-elektrische Pkw (BEV) | Plug-in-Hybrid-Pkw (PHEV) | Plug-in-Hybrid-Pkw (PHEV) | Hybrid-Pkw ohne PHEV | Hybrid-Pkw ohne PHEV |
| Datum                        | Bestand                        | Anteil                         | Bestand                   | Anteil                    | Bestand              | Anteil               |
| ---------------------------- | ------------------------------ | ------------------------------ | ------------------------- | ------------------------- | -------------------- | -------------------- |
| 1. Januar 2008               | 1.436                          | 0,00 %                         |                           |                           |                      |                      |
| 1. Januar 2009               | 1.452                          | 0,00 %                         |                           |                           |                      |                      |
| 1. Januar 2010               | 1.588                          | 0,00 %                         |                           |                           |                      |                      |
| 1. Januar 2011               | 2.307                          | 0,01 %                         |                           |                           |                      |                      |
| 1. Januar 2012               | 4.541                          | 0,01 %                         |                           |                           |                      |                      |
| 1. Januar 2013               | 7.114                          | 0,02 %                         |                           |                           |                      |                      |
| 1. Januar 2014               | 12.156                         | 0,03 %                         |                           |                           |                      |                      |
| 1. Januar 2015               | 18.948                         | 0,04 %                         |                           |                           |                      |                      |
| 1. Januar 2016               | 25.502                         | 0,06 %                         |                           |                           |                      |                      |
| 1. Januar 2017               | 34.022                         | 0,07 %                         | 20.975                    | 0,05 %                    | 144.430              | 0,32 %               |
| 1. Januar 2018               | 53.861                         | 0,12 %                         | 44.419                    | 0,10 %                    | 192.291              | 0,41 %               |
| 1. Januar 2019               | 83.175                         | 0,18 %                         | 66.997                    | 0,14 %                    | 274.414              | 0,58 %               |
| 1. Januar 2020               | 136.617                        | 0,29 %                         | 102.175                   | 0,21 %                    | 437.208              | 0,92 %               |
| 1. Januar 2021               | 309.083                        | 0,64 %                         | 279.861                   | 0,58 %                    | 724.228              | 1,50 %               |
| 1. Januar 2022               | 618.460                        | 1,27 %                         | 565.956                   | 1,17 %                    | 1.1030.95            | 2,27 %               |
| 1. Januar 2023               | 1.013.009                      | 2,08 %                         | 864.712                   | 1,77 %                    | 1.473.185            | 3,02 %               |
| 1. Januar 2024               | 1.408.681                      | 2,87 %                         | 921.886                   | 1,88 %                    | 1.989.396            | 4,05 %               |
| 1. Januar 2025               | 1.651.643                      | 3,35 %                         | 967.423                   | 1,96 %                    | 2.589.533            | 5,25 %               |
| Quelle: Kraftfahrt-Bundesamt |                                |                                |                           |                           |                      |                      |

Grafische Darstellung der Bestandsentwicklung

### Neuzulassungen

Anteil von Elektroautos und Plug-in-Hybriden an den privaten Pkw-Neuzulassungen im Jahr 2020:

Im Jahr 2023 betrug der Anteil der batterieelektrischen Pkw an den Pkw-Neuzulassungen 18,4 %, der Anteil der Plug-in-Hybride 6,2 % und der Anteil der Wasserstoff-Brennstoffzellen-Pkw 0,009 %. Großbritannien löste im Jahr 2024 Deutschland als neuer Elektroautoleitmarkt ab. In Großbritannien wurden im Jahr 2024 381.200 reine Elektroautos neu verkauft und damit mehr als in jedem anderen europäischen Land. Die Neuzulassungen gingen im Jahr 2024 auf 13,5 Prozent zurück. Jedoch erreichte im Jahr 2024 die Produktion von Elektroautos in Deutschland einen neuen Jahresrekord mit mehr als 1,3 Millionen Elektro-PKW, wobei hier die Plug-In-Hybrid mitgezählt wurden. Die Neuzulassungen haben sich wie folgt entwickelt:
| Jahr/Quartal                 | Elektroautos | Plug-in-Hybride | Elektro-Anteil | Plug-in-Hybrid-Anteil |
| ---------------------------- | ------------ | --------------- | -------------- | --------------------- |
| 2011                         | 2.154        | 0               | 0,1 %          | 0 %                   |
| 2012                         | 2.956        | 408             | 0,1 %          | 0 %                   |
| 2013                         | 6.051        | 1.358           | 0,2 %          | 0 %                   |
| 2014                         | 8.522        | 4.587           | 0,2 %          | 0,1 %                 |
| 2015                         | 12.363       | 11.101          | 0,3 %          | 0,3 %                 |
| 2016                         | 11.410       | 13.744          | 0,3 %          | 0,4 %                 |
| 2017                         | 25.056       | 29.436          | 0,7 %          | 0,9 %                 |
| 2018                         | 36.062       | 31.442          | 1,0 %          | 0,9 %                 |
| 2019                         | 63.281       | 45.348          | 1,8 %          | 1,3 %                 |
| 2020                         | 194.163      | 200.469         | 6,7 %          | 6,9 %                 |
| 2021                         | 355.961      | 325.449         | 13,6 %         | 12,4 %                |
| 2022                         | 470.559      | 362.093         | 17,7 %         | 13,7 %                |
| 2023                         | 524.219      | 175.724         | 18,4 %         | 6,2 %                 |
| 2024                         | 380.609      | 191.905         | 13,5 %         | 6,8 %                 |
| 2025 Q1                      | 112.968      | 63.799          | 17,0 %         | 9,6 %                 |
| Quelle: Kraftfahrt-Bundesamt |              |                 |                |                       |

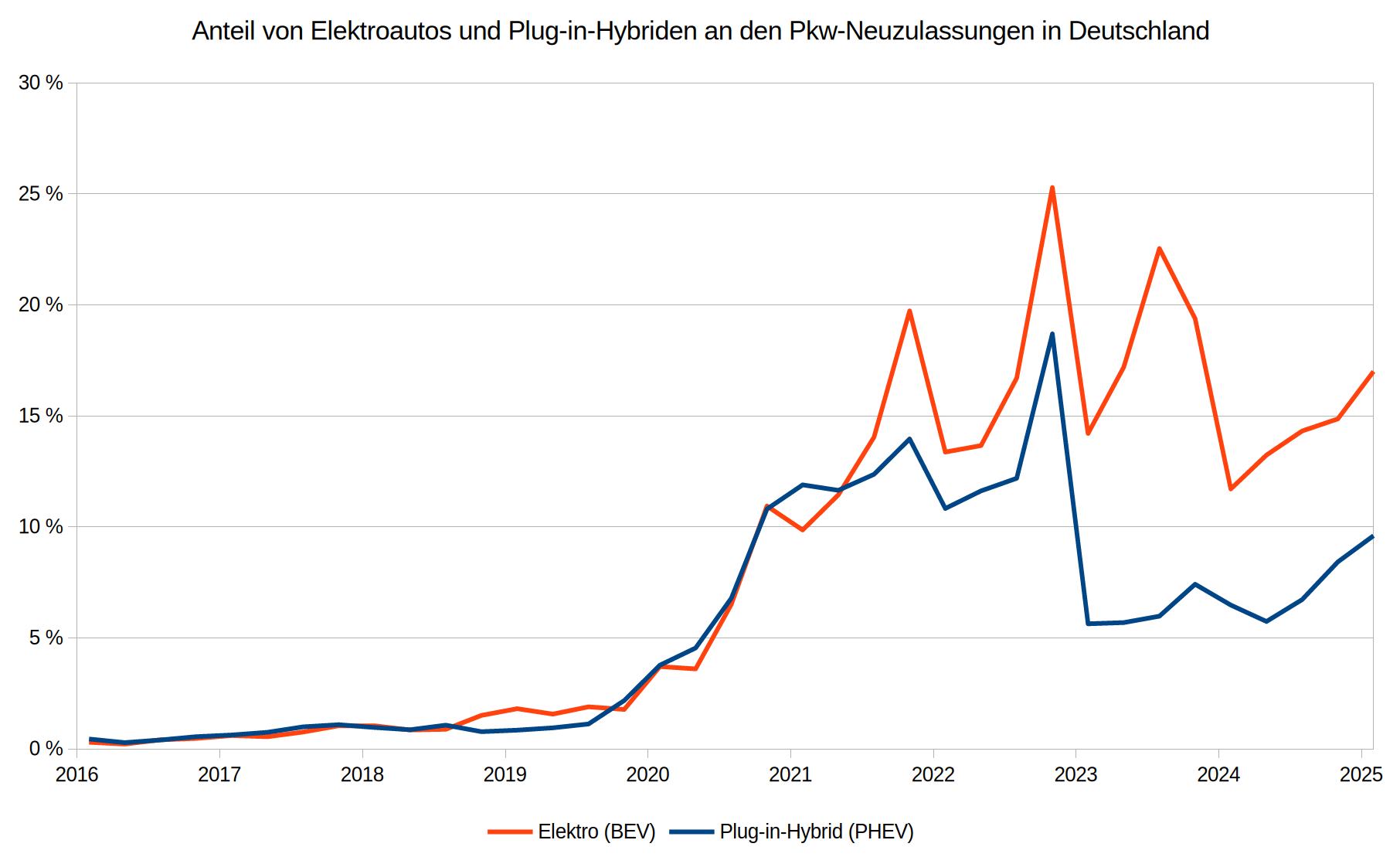
Elektroauto-Neuzulassungsanteil in Deutschland

Pkw-Neuzulassungen nach Antriebsart 2012 bis 2024 (Quelle: Kraftfahrtbundesamt) Zu beachten: die echten Plug-in-Hybridfahrzeuge machen nur einen Teil der hier als „Hybride“ gezählten Fahrzeuge aus

Grafische Darstellung der Neuzulassungsanteile

### Batterieelektrische Modelle
Seit dem Start der aktuellen Generation von Serien-Elektro-Pkw auf Grundlage von Lithium-Ionen-Batterien mit der Einführung des Mitsubishi i-MiEV im Jahr 2009 und des Nissan Leaf im Jahr 2010 ist die Modellvielfalt stetig gewachsen. Das Kraftfahrt-Bundesamt (KBA) weist in seiner monatlichen Statistik der Neuzulassungen, Pkw mit reinem Elektroantrieb (BEV) erst seit 2015 gesondert aus.
| Jahr | Anzahl Serienmodelle | Platz 1       | Stückzahl | Marktanteil | Platz 2       | Stückzahl | Marktanteil | Platz 3         | Stückzahl | Marktanteil |
| ---- | -------------------- | ------------- | --------- | ----------- | ------------- | --------- | ----------- | --------------- | --------- | ----------- |
| 2015 | 13                   | Kia Soul EV   | 3.839     | 31,1 %      | Renault Zoe   | 1.787     | 14,5 %      | Tesla Model S   | 1.582     | 12,8 %      |
| 2016 | 17                   | Renault Zoe   | 2.804     | 24,6 %      | BMW i3 (BEV)  | 1.521     | 13,3 %      | Tesla Model S   | 1.474     | 12,9 %      |
| 2017 | 20                   | Renault Zoe   | 4.322     | 17,2 %      | VW e-Golf     | 3.026     | 12,1 %      | Smart Fortwo ED | 2.987     | 11,9 %      |
| 2018 | 21                   | Renault Zoe   | 6.360     | 17,6 %      | VW e-Golf     | 5.743     | 15,9 %      | Smart Fortwo ED | 4.204     | 11,7 %      |
| 2019 | 26                   | Renault Zoe   | 9.431     | 14,9 %      | BMW i3 (BEV)  | 9.117     | 14,4 %      | Tesla Model 3   | 9.013     | 14,2 %      |
| 2020 | 50                   | Renault Zoe   | 30.376    | 15,6 %      | VW e-Golf     | 17.438    | 9 %         | Tesla Model 3   | 15.202    | 7,8 %       |
| 2021 | 67                   | Tesla Model 3 | 35.262    | 9,9 %       | VW e-up!      | 30.797    | 8,7 %       | VW ID.3         | 26.693    | 7,5 %       |
| 2022 | 80                   | Tesla Model Y | 35.426    | 7,5 %       | Tesla Model 3 | 33.841    | 7,2 %       | Fiat 500e       | 29.635    | 6,3 %       |
| 2023 | 107                  | Tesla Model Y | 45.818    | 8,7 %       | VW ID.4/ID.5  | 36.353    | 6,9 %       | Škoda Enyaq     | 23.498    | 4,5 %       |

Die folgende Tabelle zeigt die Top 10 der Elektroauto-Modelle nach den kumulierten Neuzulassungen in Deutschland.
| Rang | Modell                      | 2015  | 2016  | 2017  | 2018  | 2019  | 2020   | 2021   | 2022   | 2023   | 2024   | Insgesamt | Bestand am 1. Januar 2025 |
| ---- | --------------------------- | ----- | ----- | ----- | ----- | ----- | ------ | ------ | ------ | ------ | ------ | --------- | ------------------------- |
| 1    | Tesla Model 3               | –     | –     | –     | 5     | 9.013 | 15.202 | 35.262 | 33.841 | 15.865 | 7.012  | 116.193   | 80.436                    |
| 2    | Tesla Model Y               | –     | –     | –     | –     | –     | –      | 4.400  | 35.426 | 45.818 | 29.896 | 115.540   | 97.608                    |
| 3    | VW ID.3                     | –     | –     | –     | –     | –     | 14.493 | 26.693 | 23.286 | 22.270 | 20.101 | 106.843   | 91.813                    |
| 4    | VW ID.4+VW ID.5             | –     | –     | –     | –     | –     | 2.400  | 12.734 | 24.847 | 36.353 | 21.611 | 97.945    | 82.420                    |
| 5    | Renault Zoe                 | 1.787 | 2.804 | 4.322 | 6.360 | 9.431 | 30.376 | 24.736 | 10.535 | 2.996  | 633    | 89.249    | 81.292                    |
| 6    | Škoda Enyaq                 | –     | –     | –     | –     | –     | –      | 13.026 | 12.184 | 23.498 | 25.262 | 73.964    | 63.914                    |
| 7    | Fiat 500 Elektro            | –     | –     | –     | –     | –     | 872    | 12.516 | 29.635 | 22.608 | 7.615  | 73.246    |                           |
| 8    | Hyundai Kona Elektro        | –     | –     | –     | 368   | 3.521 | 14.008 | 17.240 | 17.029 | 11.599 | 6.521  | 70.286    |                           |
| 9    | Smart Fortwo Electric Drive | 676   | 79    | 2.987 | 4.204 | 5.287 | 11.544 | 17.409 | 9.700  | 10.689 | 3.032  | 64.849    |                           |
| 10   | VW e-up!                    | 547   | 592   | 1.078 | 1.019 | 465   | 10.839 | 30.797 | 13.238 | 5.665  | 782    | 63.883    |                           |

### Umfragen
Nach einer Umfrage im Februar 2025 unter Autofahrern, die sich in den nächsten 3 Jahren ein Auto neu kaufen wollen, geben 58 Prozent an, die Wahl eines Elektroautos in Betracht zu ziehen. Das ist eine Verdopplung gegenüber einer Umfrage vom April 2024. Etwa 33 % der Befragten meinten, dass sie sehr wahrscheinlich ein Elektroauto kaufen werden. Nur 20 Prozent schließen den Kauf eines Elektroautos kategorisch aus. Bei der Umfrage im April 2024 waren dies noch mehr als 50 Prozent.

## Österreich

### Marktentwicklung
Die österreichische Bundesregierung gab 2010 das Ziel aus, die Anzahl der Elektroautos auf Österreichs Straßen zu erhöhen, bis 2020 auf 200.000. Ende 2020 waren es dann tatsächlich jedoch nur 44.498.
Während die Neuzulassungen von benzin- bzw. dieselgetriebenen Autos deutlich gegenüber 2019 abnahmen (−39 % bzw. −28 %), stiegen die Neuzulassungen von reinen Elektroautos gegenüber 2019 um 72,8 %.

### Bestand
| Datum                     | Bestand | Veränderung     | Anteil |
| ------------------------- | ------- | --------------- | ------ |
| 31.12.2000                | 156     | -10 (-6.02 %)   | 0 %    |
| 31.12.2001                | 153     | -3 (-1.92 %)    | 0 %    |
| 31.12.2002                | 148     | -5 (-3.27 %)    | 0 %    |
| 31.12.2003                | 135     | -13 (-8.78 %)   | 0 %    |
| 31.12.2004                | 128     | -7 (-5.19 %)    | 0 %    |
| 31.12.2005                | 127     | -1 (-0.78 %)    | 0 %    |
| 31.12.2006                | 127     | 0 (0 %)         | 0 %    |
| 31.12.2007                | 131     | 4 (3.15 %)      | 0 %    |
| 31.12.2008                | 146     | 15 (11.45 %)    | 0 %    |
| 31.12.2009                | 223     | 77 (52.74 %)    | 0.01 % |
| 31.12.2010                | 353     | 130 (58.3 %)    | 0.01 % |
| 31.12.2011                | 989     | 636 (180.17 %)  | 0.02 % |
| 31.12.2012                | 1389    | 400 (40.44 %)   | 0.03 % |
| 31.12.2013                | 2070    | 681 (49.03 %)   | 0.04 % |
| 31.12.2014                | 3386    | 1316 (63.57 %)  | 0.07 % |
| 31.12.2015                | 5032    | 1646 (48.61 %)  | 0.11 % |
| 31.12.2016                | 9073    | 4041 (80.31 %)  | 0.19 % |
| 31.12.2017                | 14.618  | 5545 (61.12 %)  | 0.3 %  |
| 31.12.2018                | 20.831  | 6213 (42.5 %)   | 0.42 % |
| 31.12.2019                | 29.523  | 8692 (41.73 %)  | 0.59 % |
| 31.12.2020                | 44.507  | 14984 (50.75 %) | 0.87 % |
| 31.12.2021                | 76.539  | 32032 (71.97 %) | 1.49 % |
| 31.12.2022                | 110.225 | 33686 (44.01 %) | 2.14 % |
| 31.12.2023                | 155.491 | 45266 (41.07 %) | 3.01 % |
| 31.12.2024                | 200.602 | 45111 (29,01 %) | 3,80 % |
| Quelle: Statistik Austria |         |                 |        |

Grafische Darstellung der Bestandsentwicklung

## Schweiz
In der Schweiz waren im Jahr 2010 665 Elektroautos zugelassen. Dieser Wert steigerte sich im Jahr 2015 auf 7.531, 2020 auf 43.396 und 2022 auf 110.751. Im letztgenannten Jahr waren 17,8 % der Neuwagen Elektroautos und ihr Anteil am Gesamtbestand der Personenwagen stieg gegenüber dem Vorjahr von 1,5 % auf 2,3 %. Mit dem Tesla Model 3 war 2021 erstmals ein Elektroauto das meistverkaufte Auto der Schweiz, 2022 lag das Tesla Model Y an der Spitze der Rangliste.
In der Schweiz gibt es verschiedene Fördermaßnahmen für Elektroautos. Zum Beispiel wurden Elektroautos von der Automobilsteuer in Höhe von 4 % des Fahrzeugwertes befreit. Die Fördermaßnahmen variieren von Kanton zu Kanton. Beispielsweise erstattet der Kanton Basel-Stadt 20 % des Kaufpreises eines reinen Elektroautos, maximal jedoch 5000 Schweizer Franken.
Ab 2024 werden auch Elektroautos der Automobilsteuer unterstellt. Ziel sei es, dem Rückgang der Einnahmen aus der Automobilsteuer entgegenzuwirken und die Einlagen zugunsten des Nationalstrassen- und Agglomerationsverkehrsfonds zu sichern.

## China

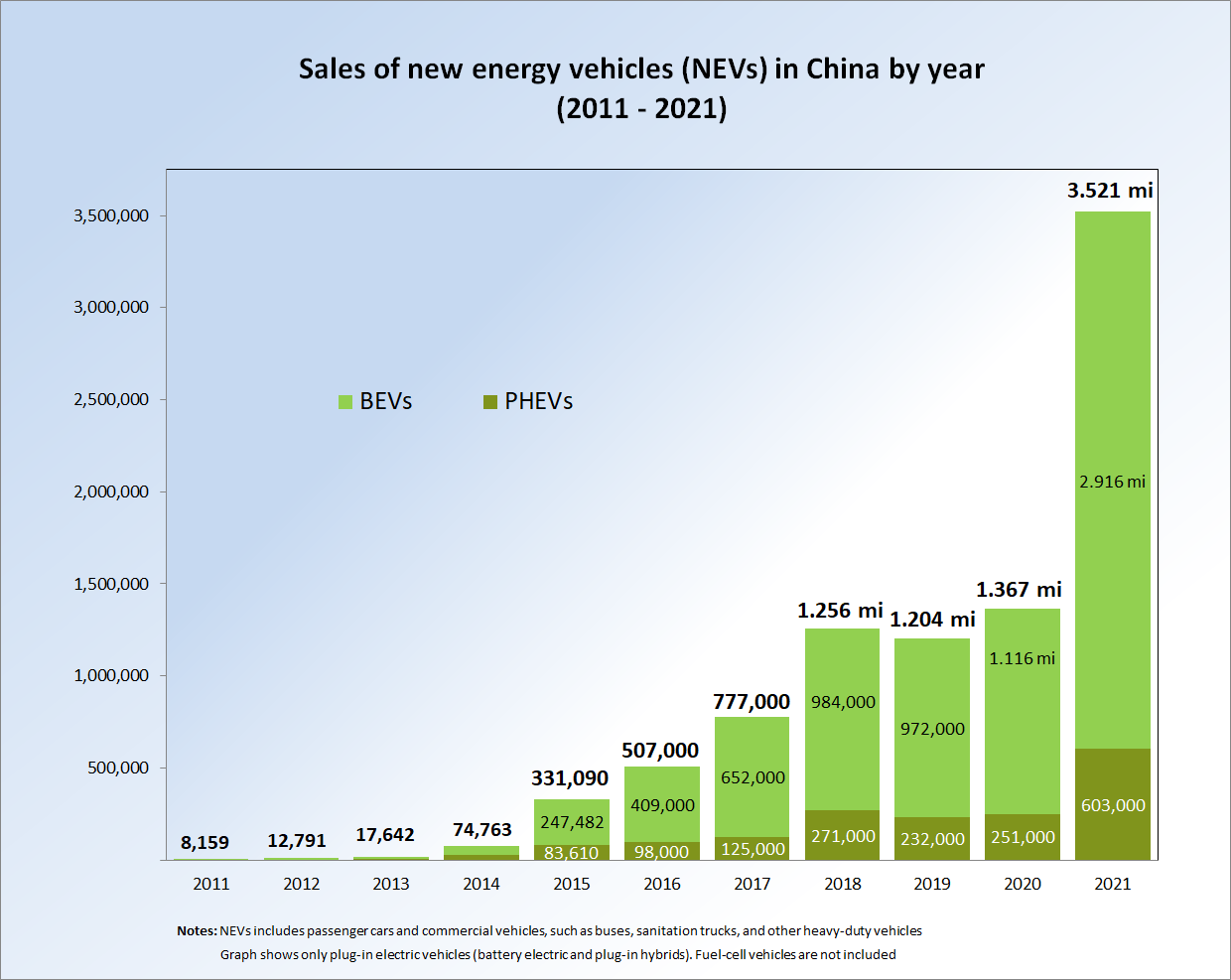
Absatz von Elektro- und Plug-in-Hybrid-Fahrzeugen in China

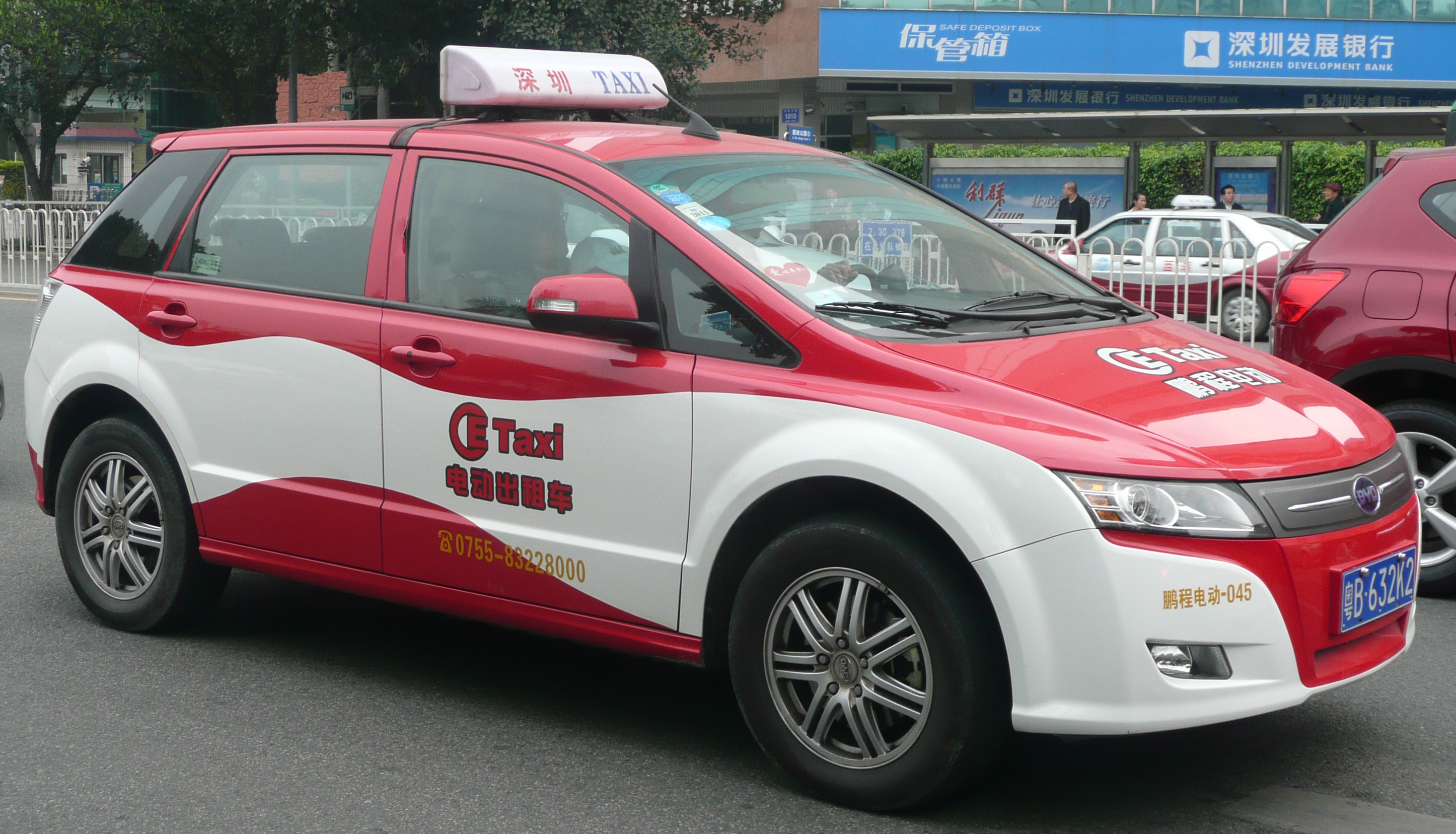
Elektrotaxi in Shenzhen (BYD e6) (2011)

Die Volksrepublik China gilt als Leitmarkt von Elektroautoverkäufen.
2017 wurden bereits 777.000 rein elektrische Neuwagen abgesetzt. 2016 waren es noch 336.000. Bedingt durch Änderungen im regulatorischen Umfeld, u. a. die Senkung von Subventionen für bestimmte Modelle, ging der Absatz 2019 (1.204.000 Fahrzeuge) um 2 % gegenüber dem Vorjahr (1.255.000 Fahrzeuge) zurück.
2022 wurden 5,365 Mio. reine Elektroautos verkauft, was gegenüber dem Vorjahr einer Steigerung von 81,6 % entsprach. Ihr Anteil an allen Antriebsarten betrug knapp 20 %. Unter den Herstellern belegten BYD, Tesla und Aion die ersten drei Plätze.
Der Absatz von rein elektrischen Autos lag in China im April 2024 bei etwa 519.000 Einheiten und der von Plug-in-Hybriden bei rund 331.000 Fahrzeugen. Der Anteil von NEVs (New Energy Vehicles) lag somit bei rund 36 Prozent.
Deutsche Hersteller haben an dem stark wachsenden chinesischen Elektroautomarkt – anders als beim Markt für Autos mit Verbrennungsmotoren – nur einen geringen Anteil. Von insgesamt 5,7 Millionen Fahrzeugen waren 2022 nur ca. 200.000 Einheiten auf das Konto deutscher Marken gegangen. Während Volkswagen noch einen Marktanteil von 2,4 % erreicht habe, seien BMW, Mercedes und Audi lediglich auf 0,8, 0,3 und 0,1 % gekommen.
Im ersten Halbjahr 2024 nahmen die Absätze von NEVs (Elektroautos und Plug-in-Hybrid) in China bei Neuwagen im Vergleich zum Vorjahr um 1,1 Millionen bzw. 38 Prozent zu. In diesem Zeitraum gingen die Absätze von Verbrennern bei Neuwagen in China um 775.000 bzw. 12 Prozent zurück. Der Anteil der Verbrenner bei Neuwagen lag damit in diesem Zeitraum bei 59 Prozent. Im Jahr 2020 lag der Anteil der Verbrenner bei Neuwagen noch bei 94 Prozent. Nach Meinung von einigen Experten werde sich dieser Trend fortsetzen. Bei NEVs setzen sich zunehmend chinesische Hersteller wie BYD durch und verdrängen damit ausländische, auch deutsche Hersteller, vom Markt. Eine Erklärung für den Wandel zu einheimischen Produkten sei der Vorsprung bei Technik und Ausstattung chinesischer Elektroautos. Zudem bedienen chinesische Hersteller im Gegensatz zu ausländischen Herstellern auch das Billigsegment unter 10.000 Euro wie etwa durch BYD Seagull, Wuling Binguo und Wuling Hongguang Mini EV. Zudem scheinen chinesische Käufer sehr starken Wert auf Technik zu legen, die ausländische Hersteller weniger anbieten. Das Smart Cockpit sei wichtig so wie auch das autonome Fahren.
Im Juli 2024 war erstmalig die Mehrheit der Neuwagen im weltweit größten Automarkt China elektrisch, es wurden 878.000 NEVs in China neu verkauft, was einem Anteil von 50,7 Prozent entsprach. Die Staatsführung hat für das Jahr 2025 einen Anteil der NEVs am Neuwagenmarkt von mindestens 50 Prozent geplant. Zum 1. Januar 2024 waren in China 23 Millionen NEVs unterwegs, mehr als die Hälfte des weltweiten Bestands.
In einer von Bloomberg New Energy im Juli 2024 veröffentlichten Studie hieß es, dass die Preise für Lithium-Eisenphosphat-Akkumulatoren in China innerhalb der letzten 12 Monate um 51 Prozent auf 53 USD pro kWh gefallen wären. Dadurch seien nun 2/3 der Elektroautos in China, dem weltweit größten Automarkt, günstiger als vergleichbare Autos mit Verbrennungsmotor. Es würde noch etwas dauern, bis diese Preise außerhalb von China ankämen.
Im August 2024 lag der Absatz von NEVs in China mit 1,1 Millionen Einheiten erstmals über der Millionengrenze. Das waren 30 Prozent mehr als im August 2023 und elf Prozent mehr als im Juli 2024. Reine Elektroautos wurden im August 2024 646.000 verkauft, 17 Prozent mehr als im Vormonat und 8 Prozent mehr als im Vorjahresmonat. Plug-in-Hybride wurden 453.000 verkauft, drei Prozent mehr als im Vormonat und 83 Prozent mehr als im Vorjahresmonat. Die Exporte der NEVs lagen bei 110.000, 22 Prozent mehr als im Vorjahresmonat und 7 Prozent mehr als im Vormonat.
Die Top-10 NEV Hersteller in China im Zeitraum Januar bis August 2024 waren BYD (34,6 %), Geely (7,3 %), Tesla China (6,5 %), Changan (6,0 %), SAIC-GM-Wuling (5,3 %), Li Auto (4,8 %), Seres (4,2 %), GAC Aion (3,8 %), Chery (3,1 %), Great Wall Motor (2,7 %). Unter den Top 10 ist nur noch Tesla als ausländischer Hersteller vertreten. BYD dominiert deutlich den Markt. BYD konnte den Umsatz im August 2024 zum Vorjahr um 36 Prozent steigern. Europäische Hersteller gerieten in die Krise. In finanzmarktwelt.de kommentiert Dói Ennoson die Entwicklung. Zitat: "Die goldene Ära der ausländischen Autobauer wie VW in China ist vorbei. Einst die dominierenden Giganten, die den chinesischen Markt beherrschten, stehen Marken wie Volkswagen, Toyota und Honda heute vor den Trümmern ihres Erfolges. Ihr Niedergang ist nicht nur ein Zeichen für das Versagen, die Signale des Fortschritts rechtzeitig zu erkennen – er steht sinnbildlich für den Zustand der globalen Automobilindustrie.Während in Deutschland noch über das vermeintliche „Verbrennerverbot“ gestritten wird, setzt China längst auf Elektromobilität – und bringt Konzerne wie VW damit in Bedrängnis. Während lokale Hersteller wie BYD und Changan die Zeichen der Zeit erkannt haben und ihre Produktionsstrategien erfolgreich an die steigende Nachfrage nach Elektrofahrzeugen (EVs) anpassen, halten viele internationale Autobauer weiterhin an alten Technologien fest. Dieser Widerstand gegen den Wandel hat sie ins Abseits gedrängt."
Die Kehrseite dieser schnellen Entwicklung in China sind sehr große Autofriedhöfe mit hunderten und tausenden neuen Elektroautos in China, die nicht verkauft werden konnten. Zum einen begünstigt eine starke Subventionierung die Überproduktion, zum anderen werden teilweise Modelle produziert, die den Erwartungen der Verbraucher nicht entsprechen. Viele Firmen gehen durch den harten Wettbewerb bankrott. Manche Elektroautos haben Akkus, die bereits durch neuere Entwicklungen überholt sind und vom Verbraucher nicht mehr gekauft werden.

## Frankreich
Im März 2017 waren in Frankreich mehr als 100.000 Elektroautos angemeldet. Im Dezember 2022 waren es mehr als 650.000 (bei einem Gesamt-Fahrzeugbestand von etwa 35 Millionen). Im Jahr 2022 wurden 203.121 Elektroautos (von 1.877.107 Neufahrzeugen) in Frankreich verkauft, entsprechend einem Marktanteil von 13,3 %.
Mit dem 5. Mai 2023 wurde in Frankreich die Zahl von 100.000 Ladepunkten erreicht. Damit lag Frankreich europaweit an zweiter Stelle hinter den Niederlanden und vor Deutschland.
Im Jahr 2023 lag der Marktanteil reiner Elektroautos in Frankreich bei Neuwagen bei 16,8 Prozent. Der Anteil von Plug-in-Hybrid Autos lag bei Neuwagen in Frankreich 2023 bei 9,2 Prozent.

## Vereinigtes Königreich

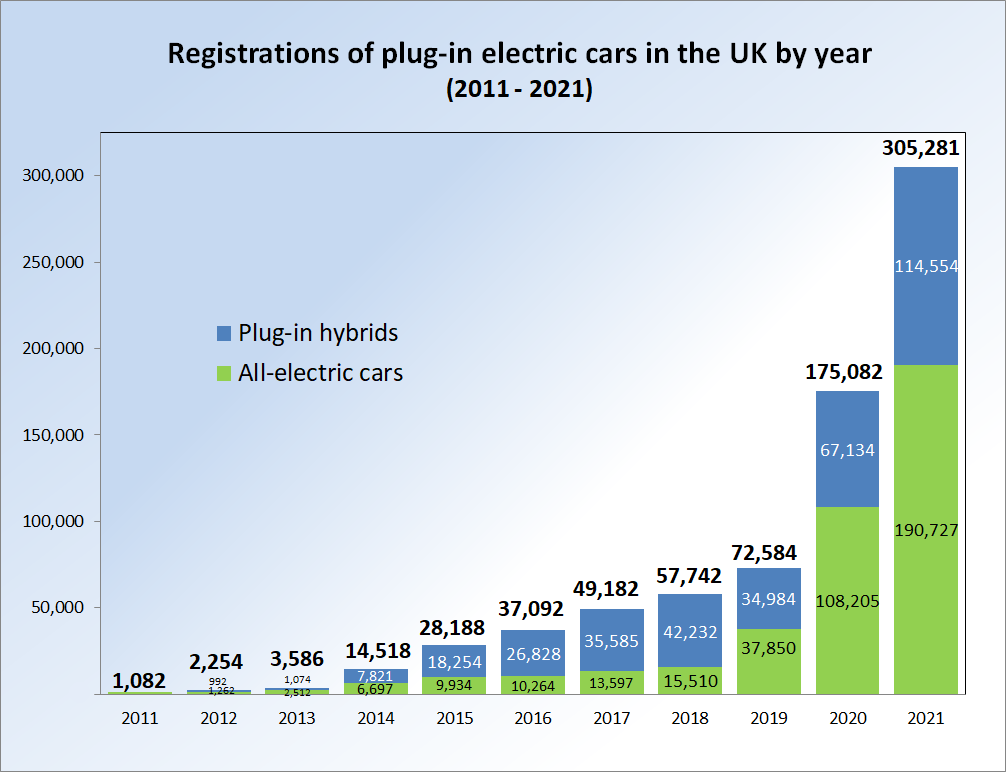
Der Verkauf von Elektroautos in Großbritannien

Im Vereinigten Königreich waren im Februar 2023 etwa 690.000 Elektroautos und -Kleintransporter angemeldet. Vollelektrische Fahrzeuge hatten Ende 2022 einem Anteil von 16,6 % an den gesamten Pkw-Neuzulassungen.
Der Kauf von Elektrofahrzeugen wird in Großbritannien staatlich gefördert. Am 1. Januar 2011 wurde das Förderprogramm „Plug-in Car Grant“ eingeführt. Anfangs wurde der Kauf eines Elektroautos mit 25 % der Anschaffungskosten bis zu einer Höhe von maximal 5.000 Pfund (5.700 Euro) bezuschusst. Die maximale Förderhöhe beträgt jedoch seit März 2016 – je nach Höhe der Emissionen und rein elektrischer Reichweite des Autos – nur noch 4.500 bzw. 2.500 Pfund (5.100 bzw. 2.850 Euro). Bis Mai 2018 wurden 148.465 förderfähige Elektroautos zugelassen. Seit Februar 2012 gibt es außerdem das Programm „Plug-in Van Grant“, das einen Zuschuss von 20 % bis zu 8.000 Pfund (9.100 Euro) beim Kauf eines Elektro-Kleintransporters gewährt. Bis März 2018 wurde dieser Zuschuss 4.490-mal in Anspruch genommen.
Großbritannien möchte ab 2035 den Verkauf von Neufahrzeugen mit Diesel- und Benzinmotor – einschließlich Hybridfahrzeugen – verbieten. Bis 2050 sollen Autos mit Verbrennungsmotor von den Straßen verschwinden; in Schottland gilt dies sogar schon ab 2045. Für Dieselfahrzeuge sollen ab 2020 auf vielbefahrenen Straßen Gebühren erhoben werden. Über Einfahrverbote in Innenstädte wird diskutiert. Ziel ist die Senkung der Luftschadstoffe insbesondere in Städten.
Großbritannien löste im Jahr 2024 Deutschland als neuer Elektroautoleitmarkt ab. In Großbritannien wurden im Jahr 2024 381.200 reine Elektroautos neu verkauft und damit mehr als in jedem anderen europäischen Land.

## Indien
Elektroautos in Indien werden hauptsächlich von zwei inländischen Automobilkonzernen hergestellt, nämlich Mahindra Electric und Tata Motors. Die Regierung versucht, mit ihrer „Make in India“-Initiative einheimische Herstellung zu fördern und möchte, dass Firmen 30 Prozent ihrer Rohmaterialien aus Indien beziehen.
Im Januar 2013 kündigte der damalige indische Ministerpräsident Manmohan Singh den National Electric Mobility Mission Plan an, der durch finanz- und geldpolitische Maßnahmen bis zum Jahr 2020 mehr als 15 Millionen Elektrofahrzeuge auf die Straßen bringen sollte. Das Projekt sollte unter anderem Subventionen von bis zu 150.000 Rupien für Elektroautos zahlen. Die Regierung wollte im Jahr 2020 eine jährliche Verkaufszahl von 7 Millionen Elektrofahrzeugen erreichen.
Im Jahr 2023 wurde ca. 92.000 reine Elektroautos verkauft.
Die Gründe für die Einführung von Elektrofahrzeugen in Indien sind hauptsächlich die zunehmende Luftverschmutzung und der steigende Benzinpreis. Die indische Regierung will aber auch ihre Versprechungen in dem Pariser Klimaabkommen einhalten, weshalb sie 2016 bekanntmachte, ab 2030 nur noch elektrisch angetriebene Autos zulassen zu wollen.

## Island
Das erste Elektroauto wurde 1979 nach Island importiert. 2015 waren dort 695 Elektroautos registriert. Bis 2018 machten Elektroautos stets weniger als 1 % der in Island zugelassenen Personenkraftwagen aus. 2018 stieg dieser Anteil auf 1,3 % und im November 2023 erreichte er etwa 9 %.
Im Jahr 2023 waren 50,1 % der neuzugelassenen Pkw batterie-elektrisch.
Im Juni 2023 überholte das Tesla Model Y mit 1316 registrierten Autos den Toyota Corolla als das meistregistrierte Automodell in Island in einem Jahr.

## Niederlande

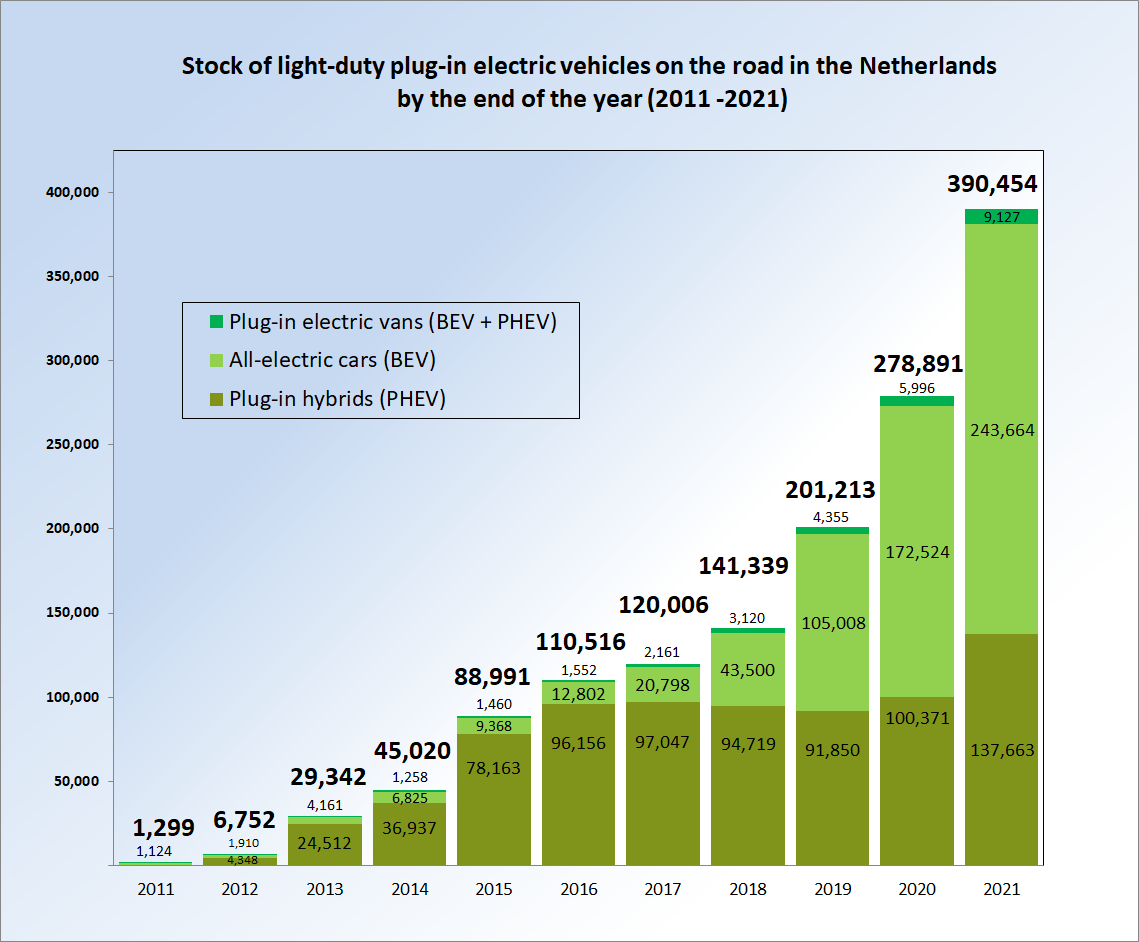
Zahl registrierter Hybrid- und Elektrofahrzeuge in den Niederlanden zwischen 2011 und 2021

In den Niederlanden wurden 43.000 Elektrofahrzeuge (inkl. Plug-in-Hybrid) im Jahr 2015 zugelassen. Der Marktanteil von reinen Elektroautos an den Neuzulassungen stieg von 18,4 % (2019) auf 20,5 % (2020). Der Anteil von vollelektrischen Fahrzeugen am gesamten Pkw-Fahrzeugbestand stieg von 0,25 % am Jahresende 2017 (20.810 Fahrzeuge) kontinuierlich auf 4,6 % zum 30. September 2023 (416.028 Fahrzeuge). Im Jahr 2023 waren 30,7 % der neuzugelassenen Pkw batterie-elektrisch.
Das Parlament in den Niederlanden beschloss 2016 eine Strategie zu entwickeln, ab 2025 nur noch rein elektrische Neuwagen zuzulassen. Später wurde mit dem Klimaatakkoord (Klima-Übereinkommen) vom 28. Juni 2019 dieses Ziel für das Jahr 2030 festgeschrieben.

## Norwegen

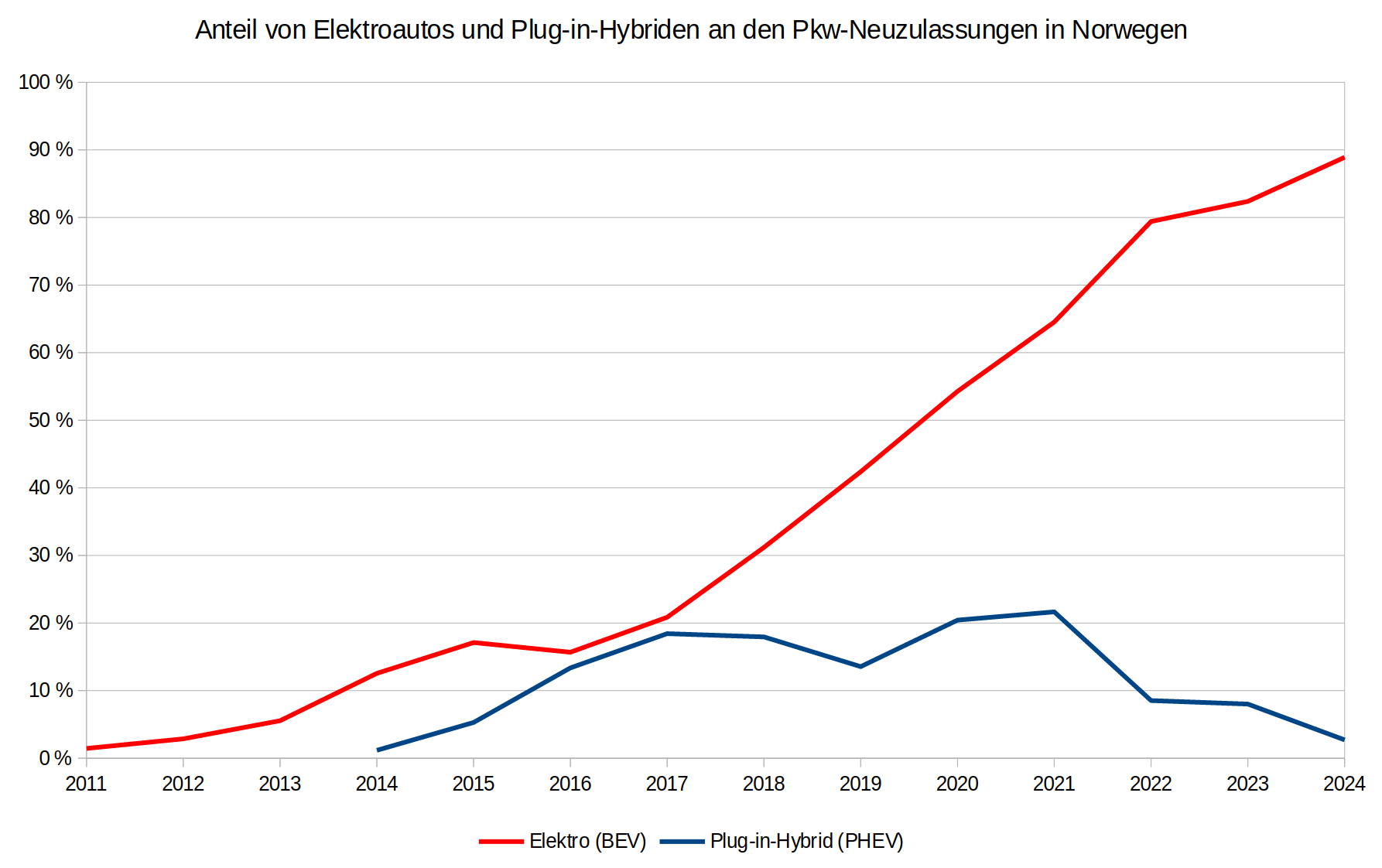
Elektroauto-Neuzulassungsanteil in Norwegen

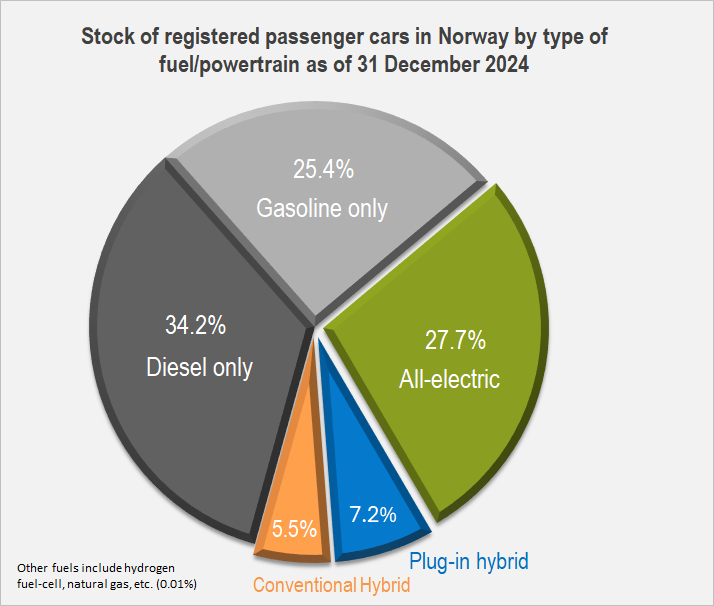
Bestand nach Antriebsart, Stand 06/2024

Norwegen gehört zu den führenden Ländern und Leitmärkten für Elektroautos.
Im Juni 2017 wurden in Norwegen erstmals mehr Autos mit Elektromotor (52 Prozent, BEV+PHEV) als solche mit reinem Verbrennungsmotor zugelassen.
Im Jahr 2023 waren 82,4 % der neuzugelassenen Pkw mit batterieelektrischem Antrieb und 8 % Plug-in-Hybride.
Im August 2024 waren in Norwegen 94,3 Prozent aller zugelassenen Neuwagen reine Elektroautos. Im August 2023 hatte dieser Wert noch bei 83,7 Prozent gelegen. Zu den reinen Batteriefahrzeugen kamen noch 1,4 Prozent Plug-in-Hybrid Autos. Zusammen ergab das im August 2024 den Wert von 95,7 Prozent Elektroautos bei Neuwagen. Voll- und Mildhybride Autos hatten einen Anteil von 2,2 Prozent, reine Benziner 0,5 Prozent, reine Dieselautos 1,5 Prozent. Entscheidend seien die staatlichen Anreize, meinte Øyvind Solberg Thorsen, Direktor der norwegischen Straßenbehörde OFV. Seit dem 1. Januar 2023 ist die staatliche Incentivierung deutlich heruntergefahren worden. Neben der 25-prozentigen Mehrwertsteuer fällt mittlerweile eine zusätzliche Steuer von 12,5 Kronen pro Kilogramm (1,17 Euro) über 500 kg Fahrzeuggewicht an, wodurch Elektroautos im Schnitt 19.000 Kronen (1.780 Euro) teurer werden.
Am 16. September 2024 übertraf erstmals die Zahl der zugelassenen Elektroautos (754.303) die der Benziner (753.905). Die zahlenmäßig größte Gruppe unter den 2,87 Millionen zugelassenen Fahrzeugen bildeten die 999.715 Fahrzeuge mit Dieselantrieb. Es wurde prognostiziert, dass im Jahr 2026 die Zahl der Elektrofahrzeuge auch die der Dieselfahrzeuge übersteigen werde.
Im Jahr 2024 lag bei Neufahrzeugen der Anteil rein elektrischer Fahrzeuge bei 88,9 Prozent, von Dieselfahrzeugen bei 2,3 Prozent und von Benzinfahrzeugen bei 0,8 Prozent. Elektrifizierte Fahrzeuge also inklusive Hybride lagen bei 96,9 Prozent.
Die Neuzulassungen von Pkw entwickelten sich wie folgt:
| Jahr           | Elektroautos | Plug-in-Hybride | Elektro-Anteil | Plug-in-Hybrid-Anteil |
| -------------- | ------------ | --------------- | -------------- | --------------------- |
| 2011           | 1.996        | k. A.           | 1,4 %          | k. A.                 |
| 2012           | 3.950        | k. A.           | 2,9 %          | k. A.                 |
| 2013           | 7.882        | k. A.           | 5,5 %          | k. A.                 |
| 2014           | 18.094       | 1.678           | 12,5 %         | 1,2 %                 |
| 2015           | 25.788       | 7.964           | 17,1 %         | 5,3 %                 |
| 2016           | 24.245       | 20.663          | 15,7 %         | 13,4 %                |
| 2017           | 33.080       | 29.236          | 20,9 %         | 18,4 %                |
| 2018           | 46.143       | 26.546          | 31,2 %         | 17,9 %                |
| 2019           | 60.345       | 19.295          | 42,4 %         | 13,6 %                |
| 2020           | 76.804       | 28.905          | 54,3 %         | 20,4 %                |
| 2021           | 113.751      | 38.166          | 64,5 %         | 21,7 %                |
| 2022           | 138.292      | 14.848          | 79,3 %         | 8,5 %                 |
| 2023           | 104.590      | 10.169          | 82,4 %         | 8,0 %                 |
| 2024           | 114.409      | 3.489           | 88,9 %         | 2,7 %                 |
| Quelle: ofv.no |              |                 |                |                       |

Grafische Darstellung der Neuzulassungsanteile

## Dänemark
In Dänemark waren im Jahr 2023 36,3 % der neuzugelassenen Pkw batterie-elektrisch.
Im ersten Halbjahr 2024 wurden 38.961 Elektroautos neu zugelassen. Das war ein Anstieg von 49 Prozent zum Vorjahr. Der Anteil der Elektroautos bei Neuwagen lag damit bei 45 Prozent.
Im Jahr 2024 waren in Dänemark 51 Prozent aller Neuwagenverkäufe reine Elektroautos. Weitere 20 Prozent waren Hybride, Benziner 23 Prozent und Diesel vier Prozent.

## Schweden
In Schweden waren im Jahr 2023 38,7 % der neuzugelassenen Pkw batterie-elektrisch. Im Jahr 2022 waren dies noch 33 Prozent. Der Anteil von Plug-in-Fahrzeugen lag in Schweden im Jahr 2023 bei 59,9 Prozent. Im Jahr 2022 war dieser Marktanteil noch 2 Prozent höher.

## Finnland
In Finnland waren im Jahr 2023 33,8 % der neuzugelassenen Pkw batterie-elektrisch.
Im ersten Halbjahr 2024 lag der Anteil der Elektroautos bei Neuwagen bei 32 Prozent.

## Vereinigte Staaten

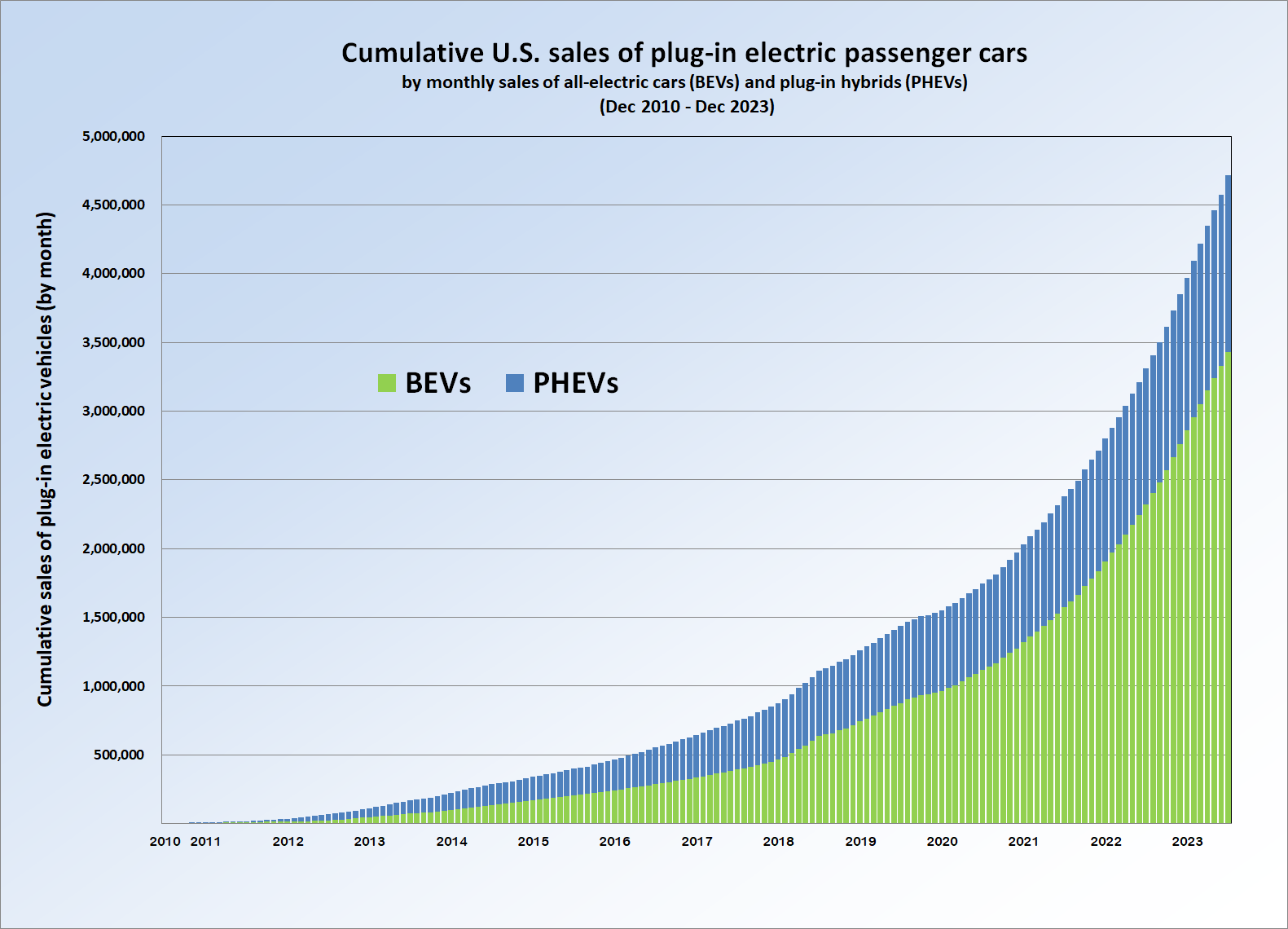
Absatz von Elektro- und Plug-in-Hybrid-Pkw in den USA

In den Vereinigten Staaten wurde im August 2016 der Wert von 500.000 verkauften elektrisch aufladbaren Fahrzeugen (Plugins) erreicht. In verschiedenen Städten werden Batteriebusse getestet.
Tesla, ansässig in Texas, ist der einzige Hersteller, der ausschließlich Elektroautos in Großserie herstellt. Dieser hatte Stand 10/2019 drei unterschiedliche Modelle unter den Top 10 und einen Marktanteil von 78 %. In den USA gibt es abhängig vom Bundesstaat finanzielle Unterstützung/Kaufprämien für Elektroautos.
Im dritten Quartal 2018 erreichte Tesla einen Gewinn von 311 Mio. Dollar. Das war das dritte Quartal mit Gewinn seit dem Börsenstart 2010. Lange Zeit hatten Kritiker Tesla für niemals gewinnbringend gehalten und damit nicht überlebensfähig. Im September 2018 war das Model 3 in den USA nach Umsatz das bestverkaufte Automodell und nach Stückzahl das viertmeistverkaufte Automodell in den USA.
Im 4. Quartal 2021 waren 3,4 % der verkauften Pkw und leichten Nutzfahrzeuge („light-duty vehicles“) rein elektrisch angetrieben, weitere 1,4 % waren Plug-in-Hybride.
Im Jahr 2023 waren 7,5 % der neuzugelassenen Autos batterie-elektrisch.
In Kalifornien sollen ab 2035 keine Neuwagen mit Verbrennungsmotor mehr zugelassen werden dürfen.

## Israel
In Israel erreichten 2023 reine Elektroautos mit 48.219 Fahrzeugen einen Marktanteil von 17,9 % an den Neuzulassungen.
Im ersten Halbjahr 2024 wurden 39.236 Elektroautos neu verkauft, ein Anstieg um 36 Prozent zum Vorjahr. Der Anteil von Elektroautos bei Neuwagen lag im ersten Halbjahr 2024 bei 25 Prozent. Marktführer bei den Elektroautos waren im ersten Halbjahr 2024 Tesla, BYD und MG.

## Hongkong
In Hongkong waren in den ersten fünf Monaten 2024 77 Prozent aller neu verkauften Autos Elektroautos. Dies war ein Anstieg von 73 Prozent im Vergleich zum Vorjahr. Ende Mai 2024 waren 15 Prozent aller Fahrzeuge in Hongkong elektrisch.

## Luxemburg
In Luxemburg wurden im ersten Halbjahr 2024 6437 Elektroautos neu verkauft. Das war ein Anstieg von 222 Prozent zum Vorjahr. Der Anteil der Elektroautos bei Neuwagen lag bei 26 Prozent. Im Vorjahr lag der Anteil noch bei 20 Prozent. Marktführer bei den Elektroautos waren im ersten Halbjahr 2024 in Luxemburg Tesla, BYD und MG.

## Portugal
In Portugal waren im Jahr 2023 18,2 % der neuzugelassenen Pkw batterie-elektrisch.

## Südkorea
In Südkorea waren im Jahr 2023 7,2 % der neuzugelassenen Pkw batterie-elektrisch.

## Brasilien
In Brasilien waren im Jahr 2024 3,1 % der neuzugelassenen Pkw batterie-elektrisch. Die meistzugelassenen batterie-elektrischen Modelle waren der BYD Dolphin Mini (21.946 Stück), der BYD Dolphin (15.201 Stück) und der GWM Ora 03 (6.326 Stück).